# 5mm Remington Rimfire Magnum
5mm Remington Rimfire Magnum або 5mm RFM пляшкоподібний набій кільцевого запалення представлений компанією Remington Arms Company в 1969 році. Ремінгтон використовував набої в двох гвинтівках з ковзним затвором, Модель 591 та Модель 592, але набій не став популярним, а гвинтівки знято з виробництва в 1974 році. Під час нетривалого виробництва було продано 52000 гвинтівок та 30000 стволів для пістолета T/C Contender. Компанія Ремінгтон зняла набій з виробництва набій в 1982 році, залишивши власників без джерела боєприпасів.
В 2008 році набій було представлено мексиканською компанією Aguila Ammunition у співробітництві з Centurion Ordnance.

## Конструкція
Компанія Ремінгтон розробила повністю нову, пляшкоподібну гільзу, яка чимось схожа на стару гільзу набою .22 Winchester Magnum, але є міцнішою щоб витримувати високий тиск 5 мм кулі в 33,000 PSI. Набій має 5 мм (.204 калібр) кулю. реальні параметри якої 0,2045 дюйма (5,19 мм), така сама куля використана в більш новому набої центрального запалення .204 Ruger center fire cartridge.
З 1982 по 2008 роки виробники боєприпасів не випускали кулі для цих набоїв. Деякі виробники зброї навіть випускали набори для переробки існуючої зброї під набій 5 мм стріляти більш поширеними набоями.
На виставці SHOT Show 2008, компанія Aguila Ammunition анонсувала, що відновить виробництво набою і розпочала комерційний випуск набоїв 5 мм RFM. До 2019 року набої продавалися в США під брендом Centurion. В 2019 році компанія Aguila Ammunition анонсувала випуск набоїв 5 мм RFM з двома видами куль: одна напівоболонкова порожниста та друга суцільнооболонкова порожниста. Обидва види мали метальний заряд вагою 30 гран та мали дулову швидкість 700 м/с.

## Продуктивність
Набій 5 мм RRM має вищу швидкість ніж набій .22 WMR та більшу енергію ніж обидва набої .22 WMR та більш пізній .17 HMR. Він має кращу продуктивність при полюванні на малу дичину та для вармінтингу, разом з чудовою точністю. Боєприпаси Aguila/Centurion 5 мм Remington Magnum випускаються двох типів: оригінальна "біла коробка" 30-гранною кулею в м'якій оболонці зі швидкістю польоту 700 м/с та вармінт "жовта коробка"  з оболонковою порожнистою кулею 30 гран зі швидкістю польоту 730 м/с. Хронографічні випробування показали, що ці набої мають швидкість на 30 м/с більшу ніж заявила компанія Aguila. 
|      |      |         |           |           |           | Швидкість |      |      |      |      |      |
| Вага | Вага | Набій   | Бренд     | Тип       | Діапазон  | 0         | 50   | 100  | 150  | 200  | ярди |
| 17   | гран | .17 HMR | Remington | AccuTip-V | Швидкість | 2550      | 2380 | 1900 | 1620 | 1378 | фт/с |
| 30   | гран | 5mm RFM | Centurion | Varmint   | Швидкість | 2480      | 2162 | 1869 | 1605 | 1380 | фт/с |
| 38   | гран | 5mm RFM | Remington | C.L. HP   | Швидкість | 2100      | 1839 | 1605 | 1401 | 1231 | фт/с |
| 33   | гран | .22 WMR | Remington | AccuTip-V | Швидкість | 2000      | 1730 | 1495 |      |      | фт/с |

|      |      |         |           |           |          | Енергія |     |     |     |     |        |
| Вага | Вага | Набій   | Бренд     | Тип       | Діапазон | 0       | 50  | 100 | 150 | 200 | ярди   |
| 17   | гран | .17 HMR | Remington | AccuTip-V | Енергія  | 245     | 185 | 136 | 99  | 72  | ft·lbf |
| 30   | гран | 5mm RFM | Centurion | Varmint   | Енергія  | 410     | 311 | 233 | 172 | 127 | ft·lbf |
| 38   | гран | 5mm RFM | Remington | C.L. HP   | Енергія  | 372     | 285 | 217 | 166 | 128 | ft·lbf |
| 33   | гран | .22 WMR | Remington | AccuTip-V | Енергія  | 293     | 219 | 164 |     |     | ft·lbf |

|      |      |         |           |           |            | Траєкторія (100 ярдів нуль) |      |     |      |     |       |
| Вага | Вага | Наібй   | Бренд     | Тип       | Діапазон   | 0                           | 50   | 100 | 150  | 200 | ярди  |
| 17   | гран | .17 HMR | Remington | AccuTip-V | Траєкторія | 0                           | +0.1 | 0   | -2.6 |     | дюйми |
| 30   | гран | 5mm RFM | Centurion | Varmint   | Траєкторія | 0                           | +0.2 | 0   | -2.7 |     | дюйми |
| 38   | гран | 5mm RFM | Remington | C.L. HP   | Траєкторія | 0                           | +0.5 | 0   | -3.9 |     | дюйми |
| 33   | гран | .22 WMR | Remington | AccuTip-V | Траєкторія | 0                           | +0.6 | 0   | -4.5 |     | дюйми |

## Переробка набою центрального запалення 5 мм Крейга
Коли компанія Ремінгтон припинила виробництво набою 5 мм RFM, власники гвинтівок Ремінгтон Моделей 591 та 592 залишилися з відмінними гвинтівками, але без боєприпасів до них. Майк Крейг, в 1994 році, в Сіетлі, розпочав роботи над переробкою набою центрального запалення 5 мм RFM, назвавши його 5 мм Крейг. Його компанія, Certech, також переробляла гвинтівки під набій 5 мм кільцевого запалення під набої центрального запалення переробляючи затвори та встановлюючи нові ударники. Крейг продав всі права на свій  5 мм набій Craig компанії Eagle View Arms з Шелтона, штат Вашингтон.

## Зброя під набій 5 мм RRM
Оригінальні гвинтівки 591M та 592M все ще можна знайти на сайтах аукціонів та в місцевих збройних магазинах та виставках, ціни коливаються в діапазоні $500.00, плюс-мінус, (2013 рік). 
Деякий час компанія Thompson Center Arms пропонувала зброю під набій 5 мм Mag.
На виставці 2008 SHOT компанія Taurus International представила першу ручну зброю під набій кільцевого запалення 5 мм Remington Magnum. Одночасно з компанією Taurus, компанія Aguila Ammunition анонсувала про початок випуску боєприпасів 5 мм RFM в 2008 році.
На травень 2011 року компанія Taurus не імпортувала та не виробляла всій Tracker під набій 5 мм RFM. Вони заявили, що він буде виготовлятися та імпортуватися до очікуваного попиту на продукцію у другій половині 2010 року.